# یوئن وا
یوئن وا (چینی: 元華؛ زادهٔ ۲ سپتامبر ۱۹۵۰) هنرپیشه اهل هنگ کنگ است.
از فیلم‌هایی که وی در آن نقش داشته است می‌توان به استاد، همیشه اژدها، پنجه در پنجه، جوانک تبتی، هفت مبارز کوچک دلیر، جنب و جوش کنگ فو، در جستجوی جکی، ایپ من، استاد زد: میراث ایپ من و برادر خوبم دودو اشاره کرد.